# Politique publique du bien-être
Une politique publique du bien-être est une politique publique conçue et évaluée en fonction de leur capacité à améliorer le bien-être des personnes concernées de manière mesurable. 
Fondée sur les travaux de l'économie du bien-être subjectif, cette approche a été recommandée par la Commission Stiglitz, et adoptée dans plusieurs pays, comme la Nouvelle-Zélande. Tant les fondements théoriques que l'efficacité pratique de cette démarche restent controversées, tant dans le domaine scientifique que sur le plan politique.

## Historique
Pour Richard Layard et ses co-auteurs l'idée que le bien-être de la population constitue un objectif essentiel de la puissance publique s'est imposée de facto au cours des 300 dernières années dans les pays occidentaux. Pour ces auteurs, la question a plutôt été de savoir s'il était possible de mesurer le bien-être, ou s'il fallait plutôt recourir à des approximations plus facile à mesurer, comme la croissance économique ou l'espérance de vie.
Intellectuellement, Frijters et al. 2020 relient cette idée au courant utilitariste, en particulier Jeremy Bentham, John Stuart Mill et Francis Ysidro Edgeworth, et à John Locke, aboutissant à la formule de la Déclaration d'indépendance des États-Unis (1776), qui érige la recherche du bonheur en un droit inaliénable, au même titre que la vie ou la liberté. L'absence de mesure du bien-être limite la portée pratique de ces intentions, et la pensée économique des politiques publiques se développe à la fin du dix-neuvième et au début du vingtième siècle autour de la croissance économique et de la notion d'utilité. Plus facile à inclure dans le cadre formalisme mathématique recherché par l'approche marginaliste, l'utilité a été employée en pratique comme approximation suffisante du bien-être ou du bonheur.
Ce n'est que dans les années 1990 que l'idée d'utiliser le bien-être subjectif comme mesure de l'utilité revint la littérature économique. Si plusieurs psychologues et sociologues avaient remis en cause l'idée d'un lien fort entre richesse et bonheur (par exemple Hadley Cantril en 1965), c'est le constat par Richard Easterlin en 1974 d'une stagnation de la satisfaction de vie moyenne aux États-Unis entre 1956 et 1970, en dépit d'une croissance cumulée de 50 % du PIB (paradoxe d'Easterlin) qui fut à l'origine de ce retour. Ce constat (nuancé depuis par l'observation d'un plus grand nombre de pays) avait pour conséquence directe que les politiques ne visant que la croissance économique ne conduisaient pas nécessairement à une amélioration du bien-être de la population.
Depuis, un vaste ensemble d'études ont mis en évidence des corrélations importantes entre le bien-être déclaré et des facteurs externes, comme l'exposition à la pollution, le chômage ou l'arrivée d'un enfant, l'état de santé de la personne, ainsi que des réponses neurophysiologiques, légitimant la mesure. Parallèlement, la Crise financière mondiale de 2007-2008 a mis en évidence les limites de la croissance économique comme objectif de politiques publique, conduisant à la recherche d'autres indicateurs. En France, la Commission Stiglitz a ainsi recommandé un pilotage de la politique publique sur la base d'un tableau de bord, dont la satisfaction dans la vie est un indicateur-clef aux côtés du PIB et d'indicateurs de soutenabilité.

## Mesurer le bien-être

### Choisir un ou plusieurs indicateurs
Pour mesurer le bien-être subjectif, la méthode la plus fréquente est de poser dans des enquêtes des questions auxquelles on répond par une Échelle de Likert : 
Dans l’ensemble, dans quelle mesure êtes-vous satisfait de la vie que vous menez actuellement ? Positionnez-vous sur une échelle de 0 (pas du tout satisfait) à 10 (complètement satisfait)
Des enquêtes nationales (le recensement britannique, par exemple), européennes (Enquête sociale européenne) ou mondiales (Gallup World Poll) comprennent régulièrement cette question. Souvent, des questions similaires portent sur d'autres dimensions du bien-être subjectif : « Avez-vous été heureux hier ? », « Avez-vous le sentiment que ce que vous faites dans votre vie a du sens, de la valeur ? », « Au cours de la journée d’hier, vous-êtes vous senti déprimé ? », dont certaines peuvent être prospectives, comme « Quand vous pensez à ce que vous allez vivre dans les années à venir, êtes-vous satisfait de cette perspective ? ». L'annexe trimestrielle de l'enquête de conjoncture auprès des ménages de l'Insee comprend ainsi vingt questions sur ce thème. La multiplicité de ces dimensions, qui ne se recouvrent que partiellement, conduit à trois approches possibles :
1. Utiliser une seule dimension, typiquement la satisfaction dans la vie, comme indicateur de référence. C'est l'approche défendue en particulier par Richard Layard avec le concept de WELLBY (Wellbeing-adjusted life-years, année de vie pondérée par le bien-être), en référence au QALY (années de vie pondérées par la qualité) utilisé dans le domaine de la santé publique.
2. Recourir à un tableau de bord regroupant un ensemble de dimensions sélectionnées pour leur pertinence au regard du domaine et de l'objectif de politique publique, à l'image de l'Indicateur du vivre mieux de l'OCDE. Martine Durand, directrice du département des statistiques et des données à l'OCDE, souligne ainsi que les différents aspects du bien-être présents dans cet indicateur ne sont qu'imparfaitement reliées entre elles, et donc que la focalisation sur une seule peut avoir des conséquences négatives sur les autres[4].
3. Construire un indicateur synthétique regroupant en un seul nombre un ensemble de dimensions sélectionnées. Le rapport de la Commission Stiglitz en propose une sélection[3]. Ce rapport conseille de choisir l'index le plus approprié à chaque situation, et recommande la satisfaction dans la vie comme mesure générale par défaut.

De manière schématique, l'usage d'une seule dimension ou d'un indice synthétique permet de n'utiliser qu'une seule grandeur, à l'image du résumé qu'est le produit intérieur brut pour la production de biens et services, ce qui facilite l'appropriation par un personnel politique et des administrations habitués à ce type d'indicateurs. L'approche en tableau de bord permet de percevoir des évolutions différenciées des dimensions qui y figurent, au prix d'une représentation d'ensemble plus difficile à construire.
Des chercheurs favorables à la construction d'un index soulignent que l'usage d'une seule dimension conduit à négliger des aspects importants du bien-être. Ainsi, Bejamin et al. montrent que dans des expérimentations théoriques (choix fictifs) ou pratiques (choix des lieux d'internat pour de jeunes médecins), il est fréquent d'observer que des personnes retiennent des options différentes de celles qui leur apporteraient le plus de bien-être. Ces auteurs recommandent ainsi la construction d'un index composite afin de mieux refléter l'ensemble des dimensions perçues comme essentielles.
Un argument central dans l'utilisation de métriques de bien-être plutôt que de se cantonner aux impacts en termes monétaires est que les gains monétaires ont des effets très différents selon la richesse de la personne : un complément de revenu de 100 € est très important pour une personne pauvre, et négligeable pour une personne riche. Raisonner en termes de bien-être oblige à prendre ces différences en compte, ainsi que celles pouvant exister entre personnes de même niveau de richesse mais ayant un rapport à l'argent différent.

### Risque pour un indicateur de devenir un objectif de politique publique
La loi de Goodhart remarque que tout indicateur risque, lorsqu'il devient un objectif de politique publique, de perdre sa qualité de mesure, dès lors qu'il sera plus facile de manipuler la mesure elle-même que ce qu'elle doit mesurer. Les métriques de bien-être subjectif ne sont pas exemptes de ce risque. La mesure du bonheur national brut au Bhoutan en est une illustration : en imposant de fait la religion bouddhiste, cette mesure contribuait à l'oppression de la minorité hindoue du pays. Dans le contexte de pays développés, plusieurs analyses montrent que des indicateurs comme le taux de chômage ont été manipulés par les gouvernements pour faire apparaître un bilan positif. Dans le cas d'une mesure subjective obtenue par sondage, le problème se pose aussi au niveau des individus. Si ceux-ci savent que les politiques publiques ciblent en priorité les personnes et les publics qui déclarent de faibles niveaux de bien-être, ils auront intérêt à se déclarer malheureux ou insatisfaits afin d'obtenir une part plus importante des ressources publiques.

## De l'action politique au bien-être subjectif
Pour Frijters et al., il existe aujourd'hui un corpus suffisant d'études montrant de manière robuste (par des essais randomisés contrôlés par exemple) quels gains en termes de bien-être subjectif peuvent être attendus d'un ensemble de politiques publiques. Ces auteurs préconisent d'une part une extension de ces études afin de couvrir le champ le plus vaste possible et d'affiner les estimations disponibles, et d'autre part de calculer partout où c'est possible le gain en bien-être par unité d'argent public dépensé. Ce rapport coût-bénéfices permet d'allouer en priorité les moyens aux dispositifs les plus efficaces pour améliorer le bien-être. Cette littérature va de dispositifs très vastes, comme l'assurance chômage, à des interventions très ciblées comme des programmes de pleine conscience. Cet ensemble n'est toutefois que parcellaire, et ils appellent à la conduite d'expérimentations dans tous les domaines de l'action publique, avec une évaluation systématique en termes de bien-être.
D'autres auteurs nuancent toutefois cette confiance. Pour A. Kapteyn, les dispositifs ciblés, plus à même d'être rigoureusement évalués, peuvent ne pas conduire aux mêmes résultats s'ils sont déployés à large échelle. Cette critique sur la validité externe des évaluations randomisées contrôlées reprend d'ailleurs les termes du débat qui existe au sujet des politiques de développement entre par exemple Angus Deaton et Esther Duflo. A. Kapteyn propose ainsi de s'appuyer plus fortement sur les comparaisons internationales, qui permettent de mettre en regard les effets de dispositifs institutionnels à grande échelle. Inversement, des auteurs comme A. Stutzer soulignent que les comparaisons internationales ne peuvent mettre en évidence que des corrélations entre une politique et le bien-être, pas un effet causal. Seules les expériences contrôlées sont à même de déterminer rigoureusement un tel lien. Dans la même veine, R. Singh et A. Alexandrovna soulignent que la transposition de résultats d'un pays ou d'un groupe social à l'autre requiert une compréhension fine du cadre social et institutionnel, y compris par des méthodes qualitatives, ce qui limite la portée des résultats existants.

## Définir des priorités à l'action publique
Pour plusieurs auteurs, fixer le bien-être subjectif comme objectif de l'action publique conduit à une réorientation de celle-ci vers des dispositifs à même de produire des effets importants sur la vie des personnes plutôt que sur la seule production de richesse agrégée,,,. Les exemples les plus fréquemment utilisés sont la lutte contre la souffrance et les maladies mentales,, le soutien et la promotion de relations sociales de qualité et la lutte contre les inégalités de bien-être, ces dernières ne se limitant pas aux inégalités de revenu ou de patrimoine.
Les positions des scientifiques divergent toutefois sur le rôle à donner à cet outil. Pour le courant représenté par Frijters et al., la maximisation du bien-être subjectif agrégé devrait être le principe essentiel d'allocation des ressources et de l'action publique. D'autres scientifiques du domaine expriment des réserves par rapport à cette approche. A. Stutzer, par exemple, souligne le danger d'une fixation technocratique des priorités de l'action publique, alors que le bon fonctionnement des sociétés démocratiques exige que ces décisions fassent l'objet d'un débat public. Une telle approche procédurale a la vertu de pouvoir mettre en lumière les limites et angles morts de la mesure du bien-être pour les politiques en débat. La recherche sur le bien-être subjectif appuie également cette position, en soulignant l'importance pour le bien-être subjectif du sentiment d'avoir un pouvoir d'action sur sa propre vie et sur les décisions qui nous concernent.

### De nouvelles priorités: santé mentale, relations sociales, lutte contre les inégalités
Indépendamment de la discussion méthodologique, certains domaines de l'action publique sont régulièrement mentionnés comme générant des gains importants de bien-être, gains sous-estimés par les méthodes d'évaluation reposant sur des indicateurs de revenu ou de richesse produite. Ainsi, A. Clark et ses co-auteurs soulignent l'importance de la lutte contre les souffrances psychologiques et M. Rojas celle des politiques favorisant la fréquence et la qualité des relations sociales (un résultat ancien dans le domaine). De manière similaire, Abhijit Banerjee et Esther Duflo soulignent ainsi dans leur ouvrage Économie utile pour des temps difficiles que la perte des liens sociaux constitue un coût à la mobilité de la main-d'œuvre mal pris en compte dans l'analyse macroéconomique.
Les travaux sur le bien-être subjectif soulignent également l'importance de la lutte contre les inégalités. Le World Happiness Report 2020 souligne ainsi que le niveau d'inégalité de bien-être au sein d'un pays constitue un déterminant statistique de la satisfaction de vie moyenne dans ce pays. Le poids de cette dimension est plus importante que celui des inégalités de revenu. Conséquence de ce constat, les politiques qui améliorent le bien-être des plus malheureux bénéficient non seulement à ces derniers, mais aussi à tous les autres membres de la société qui bénéficient de vivre dans un environnement moins inégalitaire. Sur des comparaisons internationales, plusieurs auteurs relèvent que parmi les pays riches, plus un pays un a système fiscal fortement progressif, plus la satisfaction de vie moyenne y est élevée, le même constat valant pour plusieurs dispositions caractérisant un système social protecteur (assurance chômage, système de sécurité sociale universel, etc.).
Dans d'autres domaines de l'action publique, une évaluation en termes de bien-être peut venir modifier l'appréciation qui est faite de l'efficacité ou la désirabilité des différents outils de politique publique. Dans le cas de la lutte contre le tabagisme par exemple, plusieurs expériences en Europe montrent que des interdictions, comme celle de fumer dans les lieux publics, ont un impact plus important que des taxes sur le bien-être des fumeurs qui désirent arrêter de fumer. Contrairement aux taxes, ces politiques réduisent en effet la tentation de fumer liée au fait d'être en présence d'autres fumeurs, conduisant à une satisfaction de vie plus élevée chez les personnes désirant arrêter,.

### Croissance économique et revenu
Les analyses des déterminants du bien-être subjectif indiquent que la satisfaction de vie n'augmente pas toujours avec les revenus. À la suite du constat d'Easterlin (paradoxe d'Easterlin), de nombreuses études ont montré qu'une fois atteint un niveau de consommation couvrant des besoins essentiels (nourriture, logement, accès à une certaine vie sociale), deux phénomènes viennent limiter les gains d'un supplément de revenu sur la satisfaction de vie.
En premier lieu, les personnes s'habituent assez rapidement à l'amélioration de leur niveau de vie, de sorte que l'effet d'une augmentation de revenu s'amenuise dans le temps,. En second lieu, l'évaluation qu'une personne fait de sa satisfaction de vie est très sensible au groupe auquel il se compare (son groupe de référence) : elle va augmenter quand sa situation relativement à son groupe de référence s'améliore, et inversement,. Ainsi, une croissance économique qui augmente le revenu de tous les habitants d'un pays va produire une augmentation du bien-être moyen essentiellement grâce à l'amélioration des conditions de vie des plus pauvres, le bien-être à moyen terme de toutes les personnes ayant déjà au départ un niveau de vie décent restant pratiquement inchangé. Ces phénomènes entraînent une réévaluation des politiques fondées sur la croissance économique dans les pays riches. Du point de vue du bien-être subjectif, des politiques de croissance économique générale peuvent être moins efficaces que des politiques conduisant à la croissance ciblée des revenus des plus pauvres (en prêtant attention que les couches sociales immédiatement au-dessus vont voir leur bien-être diminuer à cause d'un effet de comparaison qui leur devient moins favorable), ainsi que des politiques publiques développant spécifiquement des secteurs (santé, environnement) dont l'impact sur le bien-être est documenté.

## Utilisation pratique
Plusieurs États et collectivités territoriales se sont engagées à utiliser le bien-être subjectif comme métrique centrale de leur action publique. En 2020, on peut citer la Nouvelle-Zélande, l'Islande ou l'Écosse,. Au Royaume-Uni, les métriques de bien-être subjectif sont présentées comme une des méthodes de référence pour évaluer les conséquences non-monétaires des politiques publiques.
En pratique, les services du gouvernement néo-zélandais doivent évaluer leur action selon une sélection (tableau de bord) d'indicateurs, dont des indicateurs de bien-être. Ainsi, une proposition de politique publique doit fournir une estimation de ses effets dans chacune de ces dimensions, et prévoir un dispositif de mesure de ces effets.